# بدیرلی
بدیرلی (به ترکی آذربایجانی: Bədirli) یک منطقه مسکونی در جمهوری آذربایجان است که در شهرستان جلیل‌آباد واقع شده است. بدیرلی ۷۷۳ نفر جمعیت دارد.